# Hanna Schygulla
Hanna Schygulla (Chorzów, Polònia, 25 de desembre de 1943) és una cantant i actriu alemanya.

## Biografia
Nascuda l'any 1943 durant l'ocupació i dos anys després es traslladà a Alemanya amb la seva mare. A Múnic estudià interpretació i va integrar la companyia teatral Action-Theater, on va conèixer Fassbinder i va esdevenir la seva musa, participant en una vintena de pel·lícules a les seves ordres. A més d'aquesta llarga col·laboració amb el director d'El matrimoni de Maria Braun, ha treballat amb Ettore Scola, Andrzej Wajda, Jean-Luc Godard, Carlos Saura o Marco Ferreri, sota les ordes del qual va rodar Storia di Piera, interpretació que li valgué el premi a la millor actriu al Festival de Cannes del 1983. Els últims anys, Schygulla va actuar amb el director turc-alemany Fatih Akin al film Al otro lado (2007) i Alexander Sokurov a Faust (2011).
L'actriu alemanya, protagonista de més de quaranta títols i guardonada amb l'Os d'Or d'Honor a la Berlinale del 2011, resideix actualment a París abocada a la carrera musical que inicià l'any 1996. Schygulla ha actuat al llarg d'aquests anys a diversos escenaris del territori català com el Mercat de les Flors, el Festival de Peralada i el Festival Grec. L'any 2010, en el marc de la Diada de Sant Jordi celebrada a Berlín, va compartir escenari amb Lluís Llach llegint en versió catalana i alemanya textos d'autors com Joanot Martorell, Josep Pla, Quim Monzó, Salvador Espriu i Joan Margarit.

## Filmografia
- Love is Colder than Death (1969)
- Katzelmacher (1969)
- Gods of the Plague (1970)
- Why Does Herr R. Run Amok? (1970)
- Mathias Kneissl (1970)
- The Niklashausen Journey (1971)
- Rio das Mortes (1971)
- Pioneers in Ingolstadt (1971)
- Whity (1971)
- Beware of a Holy Whore (1971)
- The Merchant of Four Seasons (1972)
- The Bitter Tears of Petra von Kant (1972)
- Acht Stunden sind kein Tag (1972, TV miniseries)
- Effi Briest (1974)
- The Wrong Move (1975)
- The Clown (1976)
- The Marriage of Maria Braun (1979)
- The Third Generation (1979)
- Berlin Alexanderplatz (1980, TV miniseries)
- Circle of Deceit - Die Fälschung (1981)
- Lili Marleen (1981)
- That Night in Varennes (1982)
- Passion (1982)
- Antonieta (1982)
- Sheer Madness (1983)
- The Story of Piera (1983)
- A Love in Germany (1983)
- The Future is Woman (1984)
- Peter the Great (1986, TV miniseries)
- The Delta Force (1986)
- Miss Arizona (1987)
- Forever, Lulu (1987)
- Casanova (1987)
- The Summer of Miss Forbes (1989)
- Abraham's Gold (1990)
- Tornar a morir (Dead Again) (1991)
- Warsaw - Year 5703 (1992)
- The Blue Exile (1993)
- Pakten (1995)
- A Hundred and One Nights (1995)
- Metamorphosis of a Melody (1996)
- Black Out p.s. Red Out (1998)
- Werckmeister Harmonies (2000)
- Promised Land (2004)
- Winterreise (2006)
- The Edge of Heaven (2007)
- Faust (2011)
- Lullaby to My Father (2012)
- Fortunata (2017)
- La Prière (2018)
- Le Mystère Henri Pick (2019)